# 川邊
川邊，四川和西藏交界的稱呼，最早見於1865年（晚清）史料。有狹義、廣義之分。狹義指西藏自治区芒康縣芒康山（金沙江和瀾滄江的分水嶺）以東至四川盆地之間的山地。廣義的川邊從寧靜山往西延伸400公里，由西藏邊壩縣丹達山以東算起，新增的山地屬於今天西昌地級市全境。廣義的川邊與藏文化的「康區」有很大重疊。
川邊在中華民國北洋政府和國民政府時建制化，先有川邊特別區（1912）、川边道（1916），最終為西康省（1939）。中华人民共和国成立後，該地仍置西康省，至1955年撤銷。